# Mijaíl Korniyenko
Mijaíl Borísovich Korniyenko (Михаил Борисович Корниенко nacido el 15 de abril de 1960) es un cosmonauta ruso.

## Vida personal

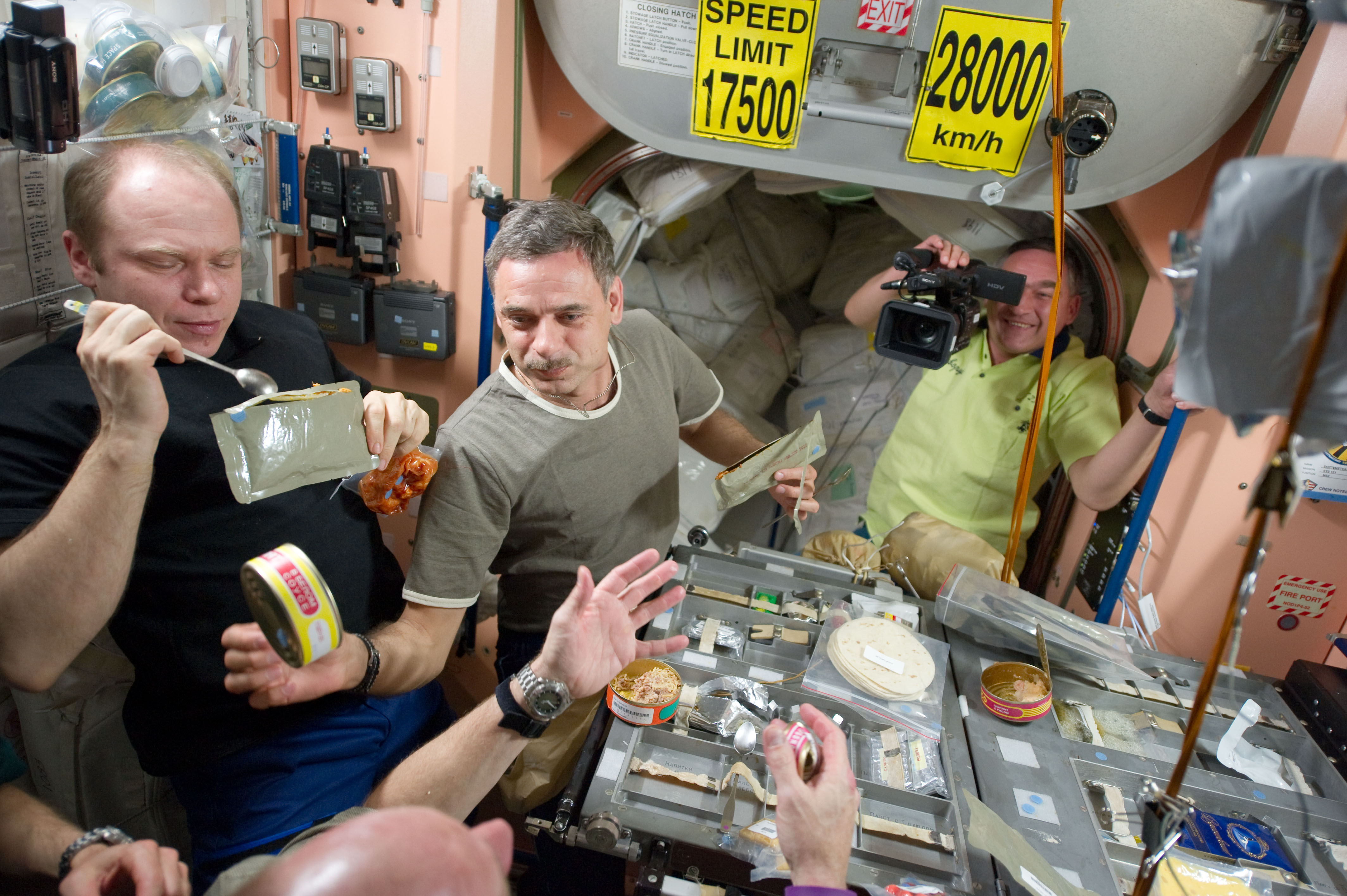
Tres miembros de la tripulación de la Expedición 23 comparten una comida en la cocina del nodo Unity de la Estación Espacial Internacional. En la imagen, de izquierda a derecha, aparecen los cosmonautas rusos Oleg Kotov, comandante; Mikhail Kornienko, ingeniero de vuelo, y Alexander Skvortsov, comandante e ingeniero de vuelo de la Soyuz.

Korniyenko nació en Syzran, Óblast de Kuybyshev, Rusia. Está casado con Irina Korniyenko, una médico. Tienen una hija adulta. Su padre, Borís G. Kornienko, un piloto militar, pereció en un accidente aéreo en 1965. Su madre, Faina M. Korniyenko nacida en 1931 se retiró.

## Educación
Korniyenko se graduó en la escuela secundaria N.º 15 de Cheliábinsk, Rusia, en 1977. De 1981 a 1987 estudió en el Instituto de Aviación de Moscú llamado antes S. Ordzhonikidze.

## Carrera militar y experiencia
Al graduarse de la escuela en 1977, trabajó en una fábrica de equipos de radio en Cheliábinsk, Rusia. En mayo de 1978, Korniyenko fue llamado a servir en el ejército soviético. Sirvió en las fuerzas de paracaidistas en Kirovobad, Azerbaiyán, URSS. En mayo de 1980, completó su servicio militar con el rango de sargento junior. Korniyenko trabajó para la Milicia de Moscú 1980-1986. Al mismo tiempo asistió al Departamento del Instituto de Aviación de Moscú. Al graduarse en 1987 del instituto, fue calificado como ingeniero mecánico de motores para cohetes de propulsante líquido. Renunció al ejército en 1986 y entró en una oficina de diseño de ingeniería mecánica. Durante 1986-1991 Korniyenko trabajó en el Fondo para el lanzamiento de Baikonur como especialista en equipos de lanzamiento.
Trabajó para empresas comerciales entre finales de 1991 y principios de 1995. De octubre de 1991 a diciembre de 1992 fue director del Departamento de Producción OOO Transvostok Técnico y Tecnológico. De enero de 1993 a abril de 1995 fue el director general del LLC ESTE. En octubre de 1995, Korniyenko comenzó a trabajar en la Energia Rocket / Space Corporation (RSC) como ingeniero. Fue asignado con el desarrollo de la documentación técnica para las pruebas de la tripulación de respaldo y la formación primaria de los cosmonautas. Tomó parte en las pruebas de EVA en gravedad cero simulada en el hidrolaboratorio y en el stand dinámico Selen. En el proceso de este trabajo adquirió experiencia en la organización de las actividades de reparación / rehabilitación y montaje extravehiculares en la estación orbital Mir. También participó directamente en la prueba de la producción Energia RSC en el campo de pruebas.

## Carrera Cosmonauta

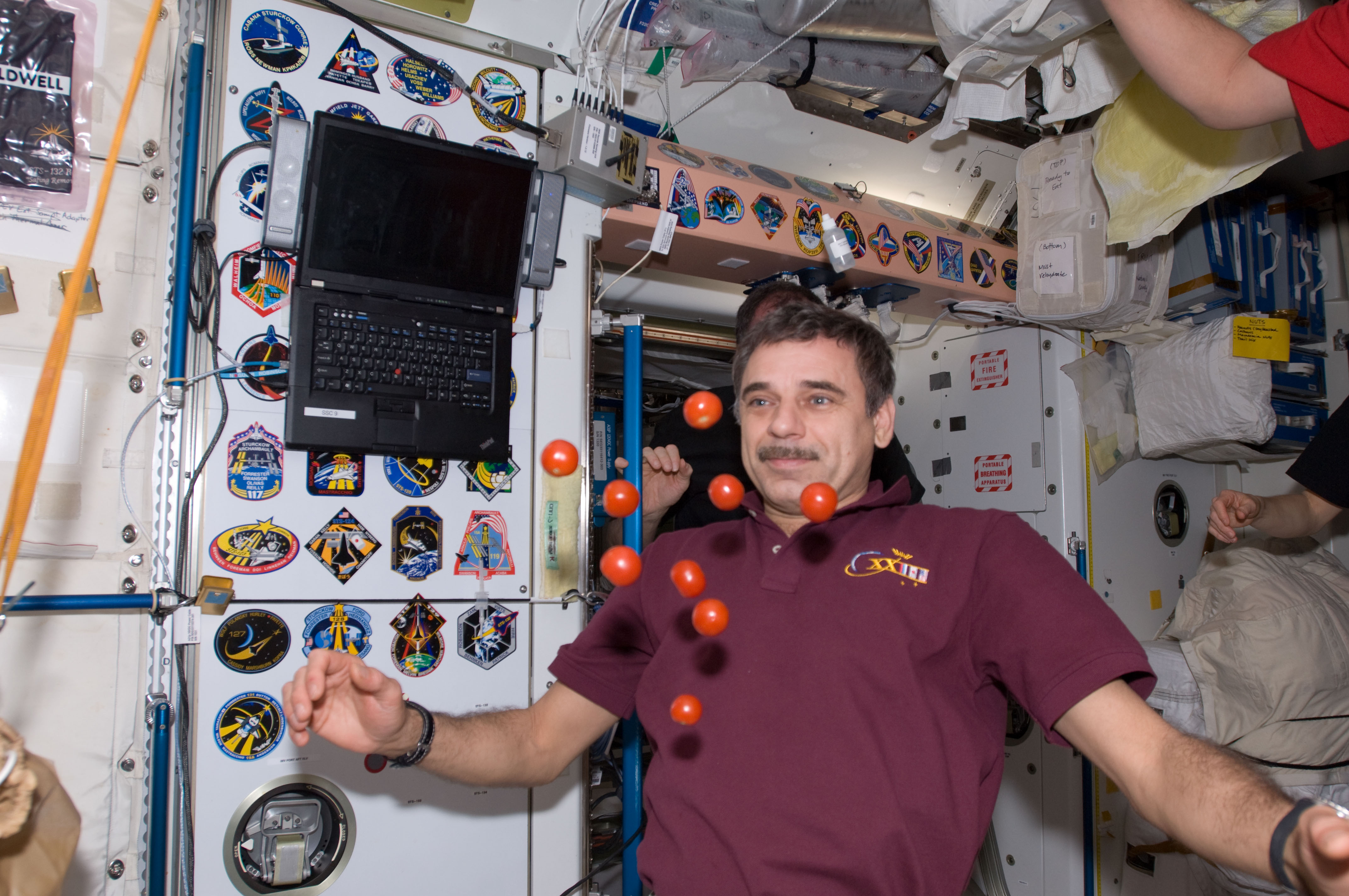
Mijaíl Korniyenko cerca flotando tomates en el Nodo Unidad de la ISS.

El 24 de febrero de 1998, Korniyenko fue seleccionado como candidato a cosmonauta y, en 1991, a raíz de la formación básica en el Centro de Entrenamiento de Cosmonautas Yu. Gagarin, que fue calificado como cosmonauta de prueba. Desde 1999, ha entrenado en el grupo de la Estación Espacial Internacional. Sirvió en la Expedición 8 a la ISS en la tripulación de reserva como ingeniero de vuelo.
En 2005, fue asignado a la Expedición 15 en la Soyuz TMA-10 de tripulación de respaldo como ingeniero de vuelo 1.

### Expedición 23/2
Korniyenko estuvo a bordo de la estación espacial como ingeniero de vuelo, y fue parte de la tripulación de la Expedición 23 / 24. Él formaba parte de la tripulación 23, lanzada el 2 de abril de 2010, junto con el cosmonauta ruso compañero Aleksandr Skvortsov y la astronauta de la NASA Tracy Caldwell Dyson a bordo de la Soyuz TMA-18 desde el Cosmódromo de Baikonur.
Al final de la Expedición 24, la nave espacial Soyuz TMA-18 que llevó a Mijaíl Kornienko, Aleksandr Skvortsov y al astronauta de la NASA Tracy Caldwell Dyson se desacopló de la estación espacial a las 10:02 p. m. EDT el 24 de septiembre de 2010. Después de un descenso normal, la tripulación de la Soyuz aterrizó a las 5:23  GMT cerca de Arkalyk, Kazajistán, el 25 de septiembre.
Después de regresar a la Tierra  compartió sus experiencias con el público, Kornienko dijo "Las cosas que eché de menos allí sobre todo lo que hay en la Tierra, fueron los olores y los árboles, aún soñé con ellos. Aún aluciné. ¡Pensé que olí un verdadero fuego y algo que está a la brasa! Terminé por poner  cuadros de árboles sobre las paredes para animarme. Se echa realmente de menos a la Tierra allí ".

### Caminata espacial
El 27 de julio de 2010 Kornienko y el compañero cosmonauta ruso Fiódor Yurchijin participaron en una caminata espacial fuera de la ISS. Los dos cosmonautas el 23 de julio se pusieron sus trajes espaciales Orlan y realizaron un simulacro de las actividades de la caminata espacial. Desde el interior del compartimiento del acoplamiento Pirs comprobaron los sistemas del Orlan, practicaron movimientos de traslación y probaron su movilidad. Durante la caminata espacial, Kornienko y Yurchijin Habilitar elon Sistema de encuentro (MRM1) Kurs automatizado del módulo Rassvet, instalaron cables, eliminaron y sustituyeron una cámara de vídeo. La caminata espacial comenzó a las 04:11 UTC como Kornienko y Yurchijin vistieron con trajes espaciales Orlan, despresurizaron el volumen interno de la escotilla del compartimiento Pirs y se aventuraron al espacio exterior. Fue la caminata espacial rusa número 25 realizada desde la estación.  En un momento en torno a las 06:45 UTC los dos caminantes espaciales perdieron accidentalmente un objeto no identificado que flotaba lejos de su percha en el lado de la ISS. Los cosmonautas especulan que el objeto perdido era un accesorio de fijación para sujetar los cables en su lugar una vez que se instalan. Alrededor de una hora más tarde, otro elemento no identificado, que parecía ser una lavadora accidentalmente flotó fuera. La caminata espacial duró seis horas y 42 minutos.

## Misión de un año

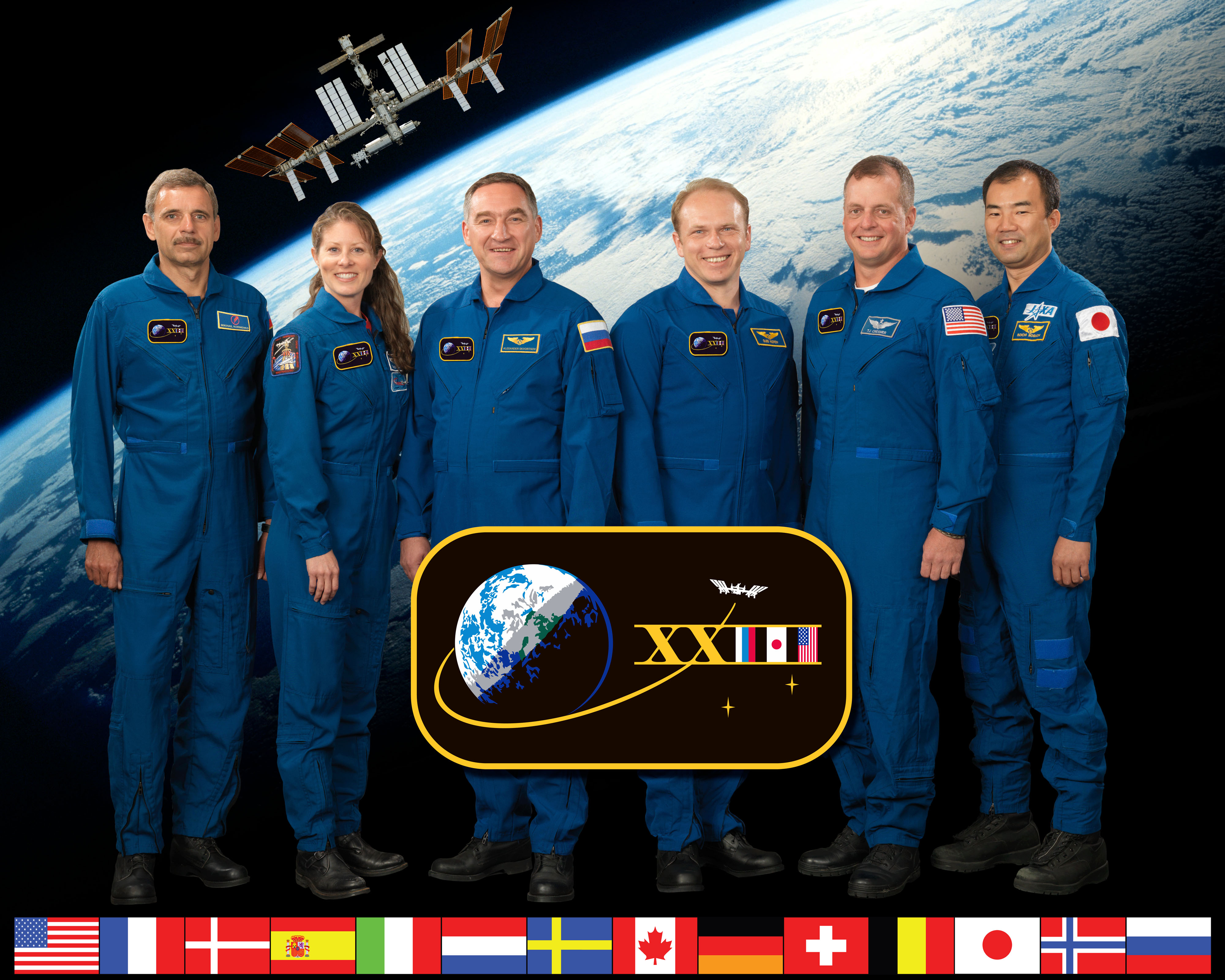
Miembros de la expedición 23

En noviembre de 2012, la NASA, la Roscosmos y sus socios internacionales seleccionaron dos viajeros espaciales veteranos para una misión de un año a bordo de la Estación Espacial Internacional en 2015. Esta misión incluye la recogida de datos científicos importantes para la futura exploración humana de nuestro sistema solar. La NASA seleccionó a Scott Kelly y Roscosmos eligió a Mijaíl Korniyenko. Kelly y Kornienko se lanzarán a bordo de la nave rusa Soyuz desde el Cosmódromo de Baikonur, en Kazajistán en la primavera de 2015 y retornarán a la Tierra en Kazajistán en la primavera de 2016. Kelly y Kornienko ya tienen una conexión, Kelly era un miembro de la tripulación de respaldo de la Expedición 23 / 24 a la estación, donde Kornienko sirvió como ingeniero de vuelo. El objetivo de la expedición de un año de duración a bordo del laboratorio orbital es comprender mejor cómo el cuerpo humano reacciona y se adapta a las duras condiciones del espacio. Los datos de la expedición de 12 meses ayudarán a informar las evaluaciones actuales de rendimiento de la tripulación y de la salud y validarán mejor medidas para reducir los riesgos asociados con la exploración futura, como la NASA planea, para misiones alrededor de la luna, a un asteroide y por último, a Marte.